# 김수영 (1945년)
김수영(金守英, 1945년 6월 28일, 경상남도 사천시 ~ )은 대한민국의 정치인이다.  전직 경남 사천시장을 역임했다. 호는 겸당(謙堂)이다.

## 학력
- 서포초등학교(1952년 3월 ~ 1958년 2월)
- 서포중학교(1958년 3월 ~ 1961년 2월)
- 진주고등학교(1962년 3월 ~ 1965년 2월)
- 육군사관학교(1965년 3월 ~ 1969년 2월)

## 경력
- 1969년 4월 ~ 1970년 11월:3사단 23연대(소대장, 작전교육장교)
- 1970년 12월 ~ 1971년 11월:122학군단 교관
- 1971년 12월 ~ 1973년 2월:9사단 28연대 소대장 연대작전상황장교 (파월)
- 1973년 3월 ~ 1974년 8월:9사단 28연대 2중대장
- 1975년 2월 ~ 1977년 2월:106학군단 교관
- 1977년 10월 31일:육군소령 예편
- 1977년 11월 1일:자연보호계장, 새마을계장, 교민계장
- 1982년 12월 20일:교육원 과장, 도 통계담당관, 새마을과장,세정과장, 감사담당관, 공보관, 의회 의사과장
- 1991년 11월 7일:창원군수
- 1994년 1월 3일:울산군수
- 1995년 1월 1일:하동군수
- 1995년 7월 25일:공무원 교육원장
- 1997년 1월 29일:마산 부시장
- 1999년 7월 22일:도의회사무처장(지방이사관)
- 2000년 12월 28일:명예퇴직
- 2001년 4월 26일 ~ 2010년 6월 30일:5~7대 사천시장(3선, 한나라당)

## 역대 선거 결과
|  | 64.56% |

|  | 83.87% |

|  | 42.16% |